# Rhimphaliodes macrostigma
Rhimphaliodes macrostigma är en fjärilsart som beskrevs av George Francis Hampson 1893. Rhimphaliodes macrostigma ingår i släktet Rhimphaliodes och familjen Crambidae. Inga underarter finns listade i Catalogue of Life.